# Euxoa florigena
Euxoa florigena är en fjärilsart som beskrevs av Eduard Friedrich Eversmann 1844. Euxoa florigena ingår i släktet Euxoa och familjen nattflyn. Inga underarter finns listade i Catalogue of Life.